# Ileopeltus cuneus
Ileopeltus cuneus är en insektsart som beskrevs av Delong och Martinson 1974. Ileopeltus cuneus ingår i släktet Ileopeltus och familjen dvärgstritar. Inga underarter finns listade i Catalogue of Life.